# 服部潔
服部潔（はっとり きよし、1931年 8月18日-2017年8月25日）は、日本の教師、教育評論家。

## 略歴
群馬県出身。1957年埼玉大学教育学部卒、埼玉県川口市立飯塚小学校、同仲町小学校教諭などを務めた。全国生活指導研究協議会中央常任委員、東京都立大学 (1949-2011)非常勤講師、日本生活指導研究所事務局長。

## 著書
- 『地域を拓く集団づくり 第1部 (集団づくりへのアプローチ)』 (生活指導の探求）明治図書出版 1978
- 『海をわたる子ら』 (子どもたちの讃歌）高校生文化研究会 1981
- 『いま生活指導で問われていること』 (私の生活指導ノート）明治図書出版 1985
- 『心をひらけ、子どもたち』高文研 1986
- 『教室からお母さんへ』 (みんなで考える教育問題) 明治図書出版 1987
- 『学級づくり (名人への道)』日本書籍 1989
- 『生きる希望と勇気を育てる学校づくり』 (楽しい学校づくりシリーズ) 明治図書出版 1992
- 『子どもと授業を創る』明治図書出版 1994
- 『子育て、こんなときどうする お母さんへのメッセージ』明治図書出版 1995

### 共編著
- 『子どもにいま何が起こっているか』横川嘉範共著 高校生文化研究会 1979
- 『集団づくりによる学級改造』谷光、坂本光男、前沢泰共編 明治図書出版 1980
- 『教師にいま何が問われているか』家本芳郎共著 高校生文化研究会 1982
- 『班長(ガイド・リーダー)の指導』大西忠治、坂本泰造共編 (授業と生活指導シリーズ) 明治図書出版 1985
- 『授業の受け方・学び方の指導』大西忠治、坂本泰造共編(授業と生活指導シリーズ) 明治図書出版 1986
- 『授業びらきと授業じまい』大西忠治、坂本泰造共編 (授業と生活指導シリーズ) 明治図書出版 1988
- 『女性教師 その眼とこころ』鶴丸澪子ほか共著 高文研 1988